# 那法道曲
那法道曲是一种有机化合物，化学式为C22H27N3O2，为多巴胺受體D3的选择性受体拮抗剂，其对D3的效能是D2的9.6倍。